# Saint-Aubin-sous-Erquery
Saint-Aubin-sous-Erquery – miejscowość i gmina we Francji, w regionie Hauts-de-France, w departamencie Oise.
Według danych na rok 1990 gminę zamieszkiwało 331 osób, a gęstość zaludnienia wynosiła 53 osoby/km² (wśród 2293 gmin Pikardii Saint-Aubin-sous-Erquery plasuje się na 669. miejscu pod względem liczby ludności, natomiast pod względem powierzchni na miejscu 759.).